# August von Spiess
August Roland von Spiess, von Spieß, August Roland Braccioforte zum Portner und Höflein (Prjemysl, Galícia, 1864. augusztus 6. – Nagyszeben, 1953. április 4.), az Osztrák–Magyar Monarchia ezredese, román királyi fővadász, vadászíró.

## Élete
Sankt Pöltenben, majd a bécsújhelyi Theresianum Katonai Akadémián tanult. A csiki Bora Árpád mesélt neki az erdélyi havasokról. Kiképzésének befejezése után 1885-ben hadnagyi ranggal  a cs. és kir. 64. (szászvárosi) gyalogezredbe nevezték ki. 
1889-től főhadnagyi Nagyszebenben, kiképző tiszt. 1893-tól a nagyszebeni kadétiskola tanára, 1911-től igazgatója. 1915-ben ezredes és a cs. és kir. 2. (szebeni) gyalogezred parancsnoka. 
1921. július 1-jén I. Ferdinánd román király kinevezi királyi fővadászmesternek. 
Monográfiát ír a 47 000 hektáros görgényszentimrei királyi uradalomról és vadállományáról.  1939-ig marad megbízatásában. Nagyszebeni lakása és kertje ma emlékmúzeum.

## Könyvei
- Im Zauber der Karpathen. Fünfundfünfzig Jahre Waldwerk (Under The Spell Of Carpathians. Fifty-five Years Of Hunting) Paul Parey, Berlin, (1933)
- Siebzehn Jahre Im Rumänischen Hofjagddienst (Seventeen Years In The Service Or Romanian Royal Hunts), F.C. Maye, München, 1940
- Din Ardeal In Kilimandjaro, Vanatori In Africa (From Transylvania to Kilimandjaro, Hunts In Africa)
- Caprele Negre Din Masivul Retezat (The Chamoises Of Mount Retezat), Editura Hora, Sibiu, 2005
- Die Wildkammern des Retezatmassivs als königliches Gemsgehege. Sein Tier- und Vogelleben, seine Geschichte und Jagd, 1933, Krafft & Drotleff, Hermannstadt
- Karpathenhirsche. Waidwerk aus fünf Jahrzehnten (Carpathian Stags. Hunting Trophies of Five Decades) Paul Parey, Berlin, (1925)

## Kitüntetései
- Katonai Mária Terézia-rend (MMThO)